# Stadler Rail
Pour les articles homonymes, voir Stadler.

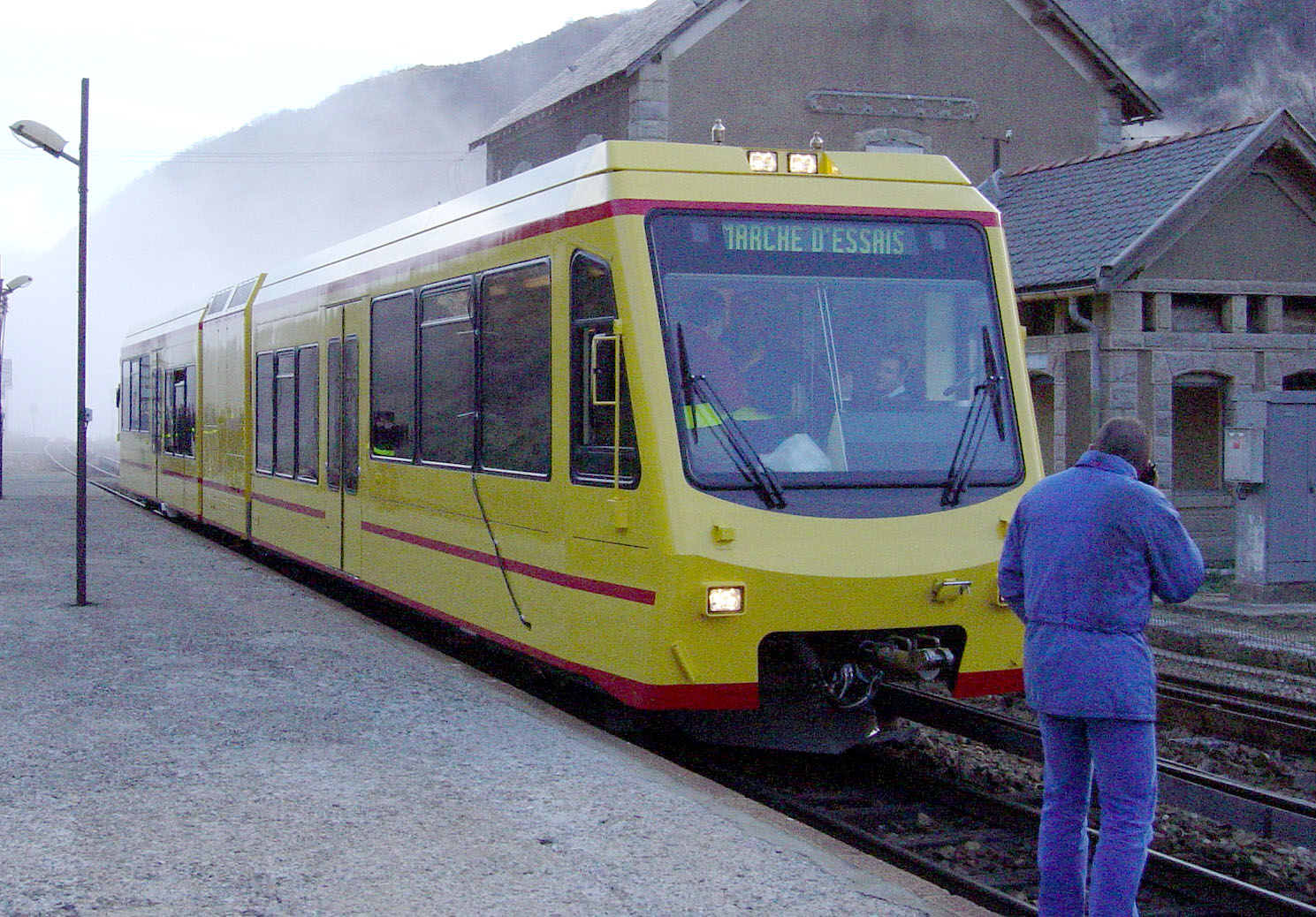
Sur la ligne de Cerdagne, une rame Stadler SPATZ flambant neuve effectue une marche d'essais.

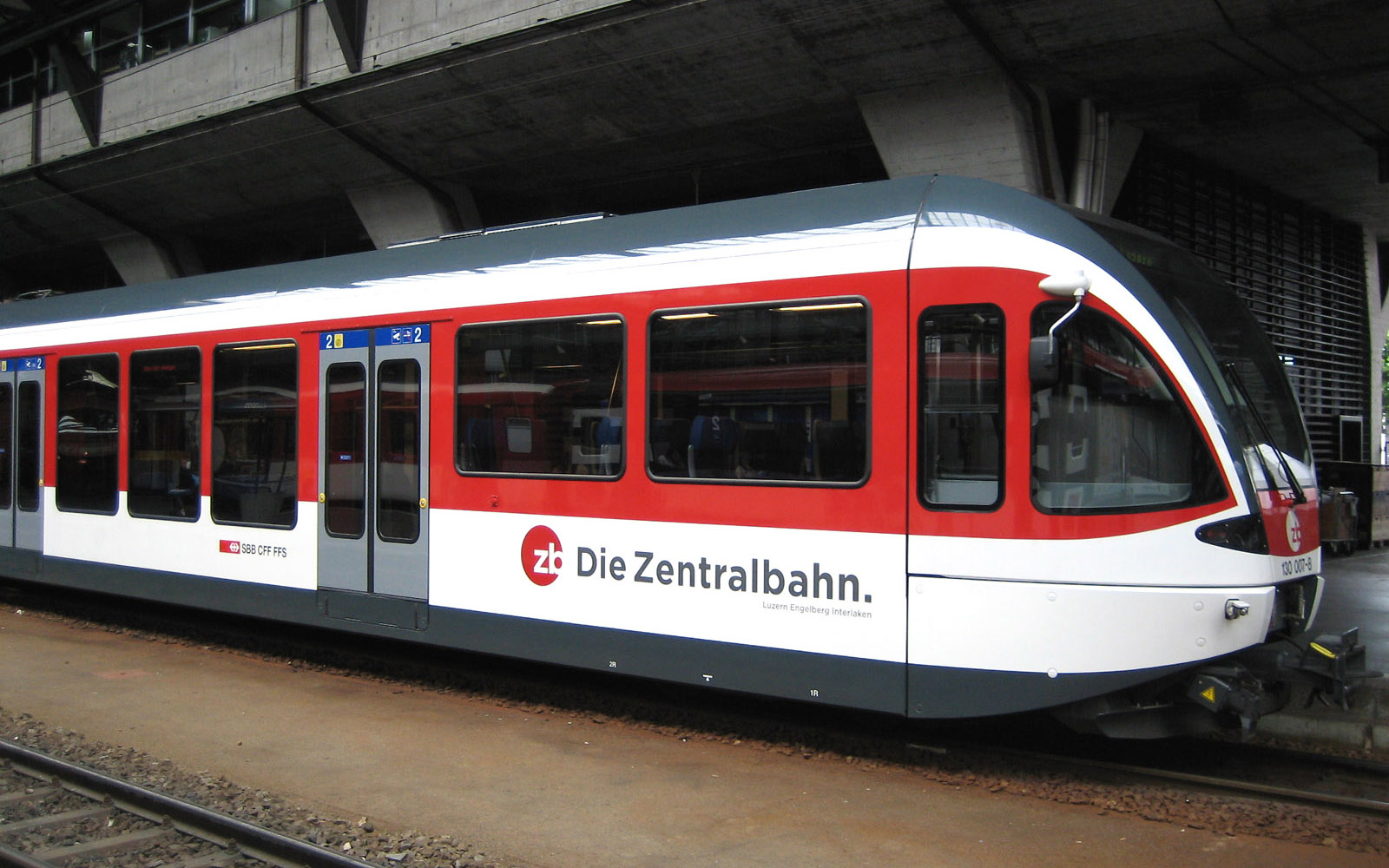
Rame SPATZ pour la Zentral Bahn.

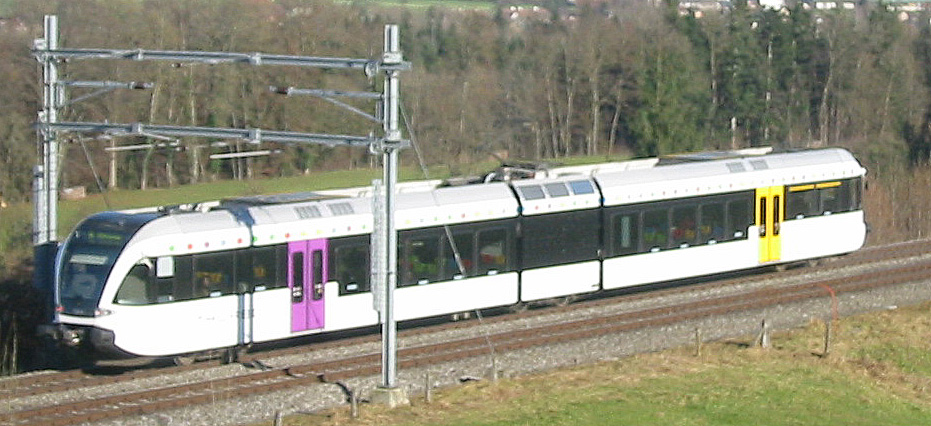
Stadler GTW de Thurbo sur le S-Bahn de St. Gallen (S1) entre Schwarzenbach et Algetshausen-Henau.

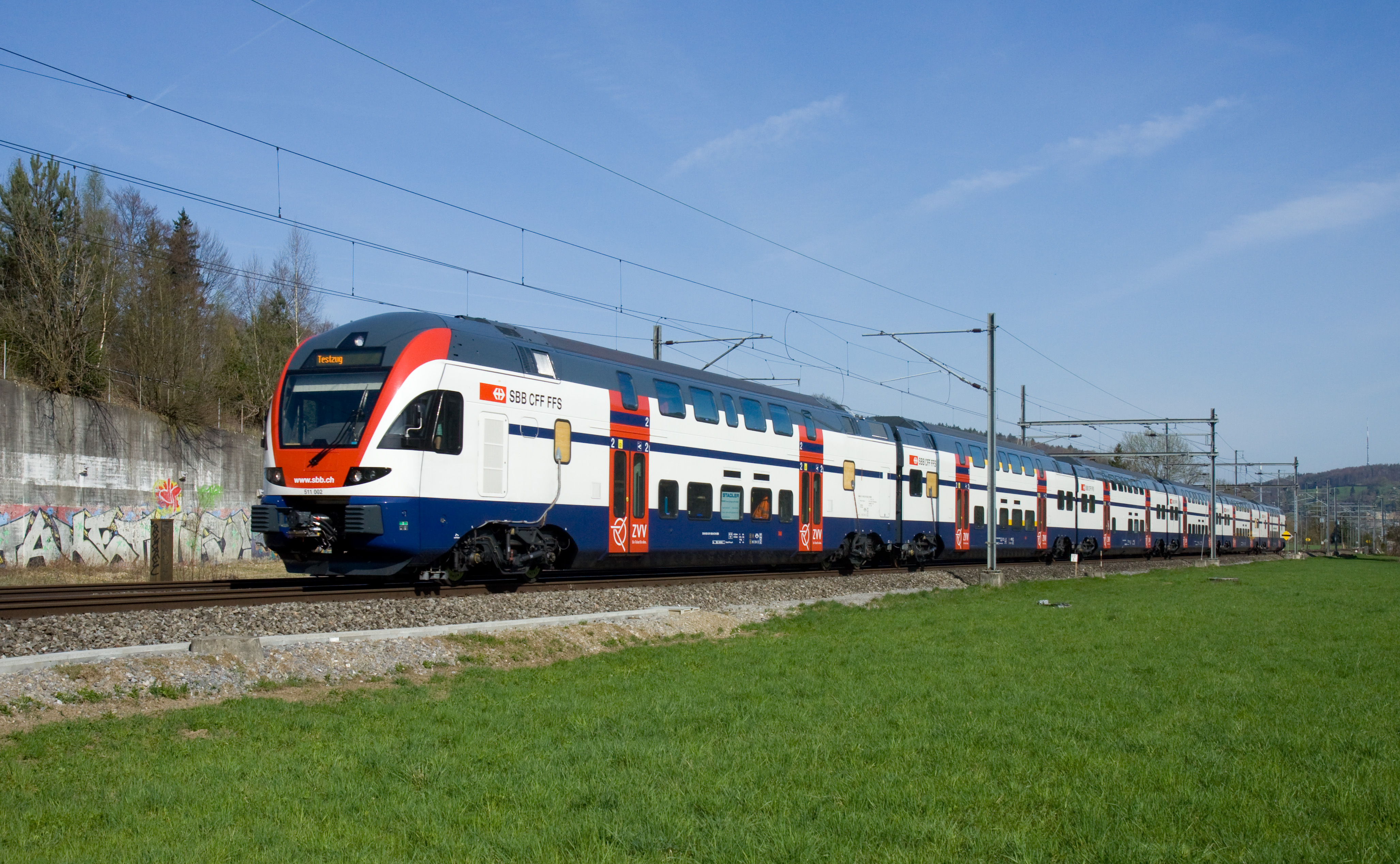
Une rame KISS sur un circuit de test, entre Winterthour et Lindau.

Stadler est un constructeur suisse de matériel roulant ferroviaire, spécialisé dans les trains régionaux et de banlieue.
Le constructeur ne dispose pas d'une gamme de véhicules prêts à l'emploi, mais plutôt de plates-formes modulaires qu'il adapte aux besoins des clients.

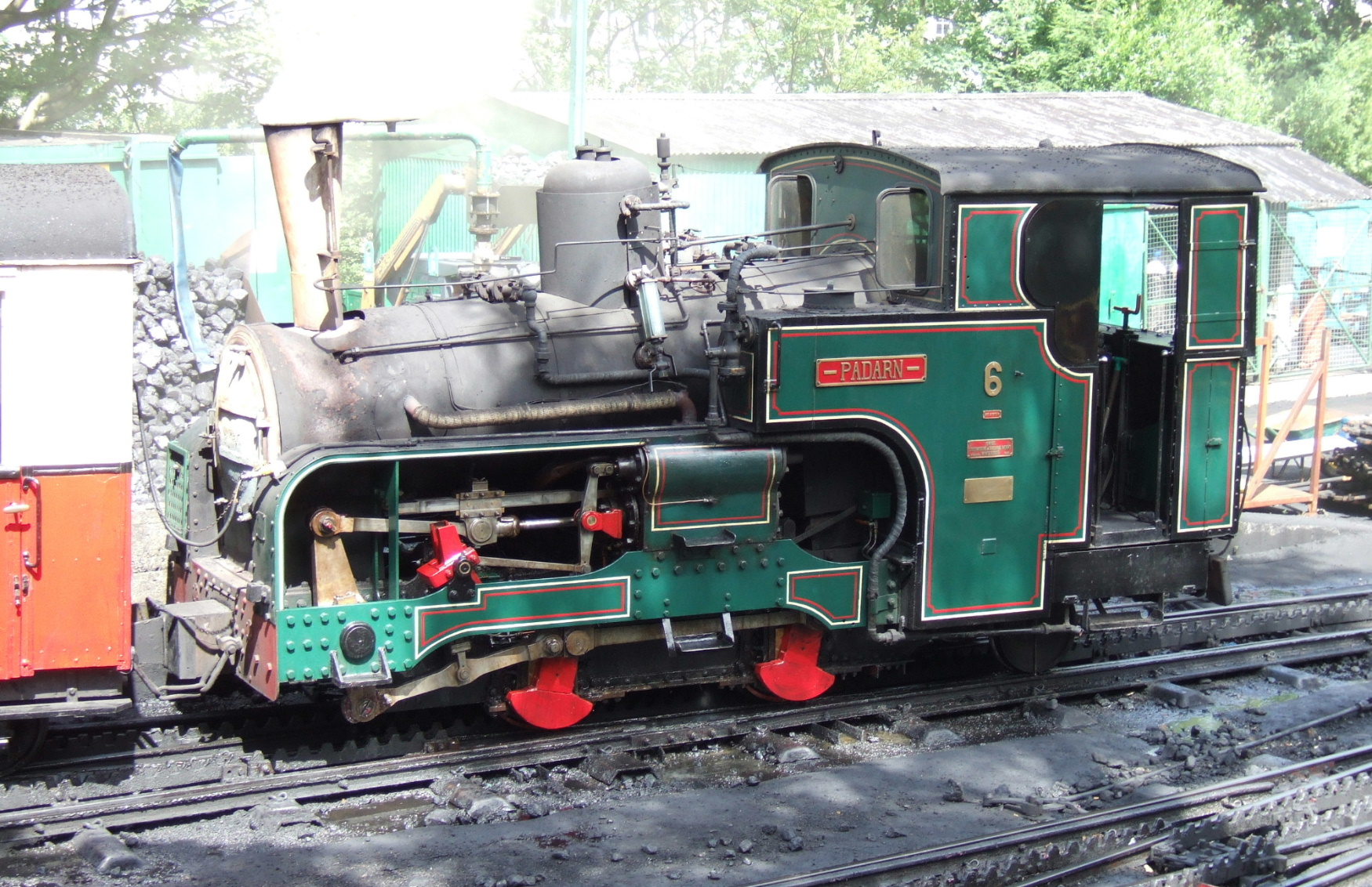
Locomotive SLM à crémaillère.

## Histoire
Stadler est fondée en 1942 à Zurich par Ernst Stadler (* 17 avril 1908; † 18 juillet 1981). Les premières locomotives diesel et électriques sur batteries sont produites en 1945. En 1948, Ernst Stadler construit une usine de machines à Freienbach et en 1962 une halle de production à Bussnang. Le siège social de la société y est transféré en 1968.
En 1984, l'entreprise se lance dans les véhicules pour passagers.
En 1987, Peter Spuhler, marié à la petite-fille d'Ernst Stadler, entre au service de la société qu'il rachètera en 1989. En 1995, Stadler présente son prototype de rame automotrice GTW, dont onze exemplaires sont commandés par le MOB et le BIT. Après l'acquisition, en 1997, de l'usine Schindler localisée à Altenrhein, cette dernière devient Stadler Altenrhein, doublant l'effectif de la société et le segment de construction de Bogies et Crémaillères (Winpro AG) de SLM est racheté par Stadler en 1998.
Au cours des années 2000, Stadler a développé une stratégie d'acquisitions et d'extension à l'international. En novembre 2015, Vossloh annonce la vente de sa filiale espagnole Vossloh Rail Vehicles (anciennement Macosa, puis Alstom jusqu’en 2005), basée à Valence, à Stadler Rail.
En 2019, le site de production d'Altenrhein ne permettant plus une production efficace, la plupart des activités ont été déplacées sur le nouveau site de production de 65 000 mètres carrés à Sankt Margrethen. C'est dans cette usine que sont produits les trains à deux étages KISS, ainsi que des métros et des tramways.
La division suisse compte environ 3 800 employés en 2022.

### SLM Winterthur
La société SLM, pour Schweizerische Lokomotiv- und Maschinenfabrik, est fondée en 1871 à Winterthour. Pendant 130 ans, cette société se distingue dans la production de locomotives à vapeur et électriques, ainsi que dans le domaine des chemins de fer à crémaillère. L'activité est achetée en totalité par Stadler en 2005.

## Produits
Le constructeur décline sa gamme de produits selon deux axes : « véhicules modulaires » et « sur mesure ».

### Véhicules modulaires
- Chemin de fer à voie normale
  - SMILE ou EC 250 « Giruno » - Schneller Mehrsystemfähiger Innovativer Leichter Expresszug, en allemand, une Automotrice articulée à grande vitesse.
  - GTW - Automotrice articulée.
  - FLIRT - Flinker Leichter Innovativer Regional-Triebzug, en allemand, pour « Automotrice régionale légère et innovante ».
  - KISS - Komfortabler Innovativer Spurtstarker S-Bahn-Zug, en allemand, pour « Train S-Bahn rapide, confortable et innovant ».
  - WINK - Wandelbarer Innovativer Nahverkehrs-Kurzzug, en allemand, pour « Train court de banlieue modulable et innovant ».
- Automotrices voie étroite
  - SPATZ - Schmalspur Panorama Triebzug, en allemand, pour « Automotrice panoramique sur voie étroite ».
- Automotrice électrique à deux étages

- - Regio-Shuttle - Autorail diesel.
- Transports urbains
  - VARIOBAHN ou Variotram
  - TANGO
  - TRAMLINK
  - METELITSA
  - CITYLINK [A 1].
  - TINA [A 2],[11],[12].
  - METRO[A 3],[13].

- Locomotives
  - EURO3000 - Locomotive diesel-électrique rapide d'une vitesse maximale de 200 km/h.
  - EURO6000 - Locomotive exclusivement électrique[14],[A 4].
  - EURO4000 - Locomotive diesel-électrique.
  - EURO4001 - Locomotive diesel-électrique.
  - EUROLIGHT - Locomotive diesel-électrique d'une vitesse maximale de 160 km/h[A 5].
  - EURODUAL ou EURO9000 - Locomotive bi-mode conçue pour le secteur du transport de passagers et de marchandises.
  - Class 88 - Grande-Bretagne, société : Rail Operations (UK) Limited (en).
  - Class 93 - Grande-Bretagne, société : Rail Operations (UK) Limited (en), avec Batteries (2023)[16]. Équipées de moteurs Caterpillar C32 turbocompressé, six cylindres, pour une puissance de 900 kW à 1 800 tr/min.
  - Class 99 - Grande-Bretagne, une Eurodual adaptée aux normes de Grande-Bretagne, 30 exemplaires achetés par la Société GBRf (GB Railfreight)[17].
  - SHUNTINGNG - Locomotive de manœuvre.
  - Class DR 19 - Finlande - Locomotives de type Diesel, 60 machines vont être livrées à  VR Transpoint, entre 2023 et 2033. Caractéristiques principales: Type Bo'Bo', deux moteurs de 950 kW, 88 tonnes, 120 km/h, UM 3[18].
  - Class DM - Nouvelle Zélande, KiwiRail a commandé en 2021, 57 locomotives à voie étroite, utilisées spécialement pour le transport longue distance dans l'île du Sud. En 2024, un nouvel accord sur deux nouveaux contrats pour l'achat de 33 locomotives a été signé, dont 9 locomotives équipées de l'ETCS, pour le réseau Grandes lignes sur l'ìle du Nord, ainsi que la livraison de 24 locomotives de manœuvre hybrides batterie-diesel, à voie étroite avec une cabine centrale et une charge par essieu maximale de 16 tonnes. Le contrat porte également sur des pièces de rechange, des outils spéciaux et des services techniques[19].
  - Euro DuFour - Lors de l'exposition internationale Transport logistic de Munich en 2025, la compagnie a présenté son concept de locomotive modulaire à quatre essieux, afin de concurrencer les Alstom Traxx et les Siemens Vectron. D'une puissance de 7000 kW, sous 15 kV 16.7 Hz et 25 kV 50 Hz, avec une vitesse maximale de 200 km/h, elles seront déclinées en plusieurs variantes. Les CFF Cargo ont commandé, en 2024, 128 de ces machines[20].

- Voitures-couchettes

Le 21 décembre 2022, Stadler annonce la signature d'un contrat avec Les Chemins de fer fédéraux du Kazakhstan (KTZ) pour la fourniture de 537 voitures-couchettes et voitures à places assises. Le contrat comporte également une clause de maintenance du matériel sur 20 ans. D’un montant total de 2,3 milliards €, la production se fera sur un site à Astana. Chacun des trains de KTZ, dont l’écartement est de 1 520 mm, sera composé d’un minimum de 15 voitures, et pourra rouler à 160 km/h. Dans le détail de leurs compositions, il est prévu au total: 234 voitures-lits de 40 places, 233 voitures-couchettes de 58 places, 35 voitures de 18 places assises et 35 voitures-générateurs. La livraison sera terminée en 2030 , .

### Sur mesure
Liste non exhaustive.
- Automotrices voie étroite
  - LEB RBe 4/8 - Automotrice pour le Lausanne-Échallens-Bercher (Suisse).
  - ALLEGRA - RhB Abe 8/12 - Rames automotrices en trois éléments pour les chemins de fer rhétiques.
  - ALLEGRA - RhB Abe 4/16 - Rames automotrices en quatre éléments pour les chemins de fer rhétiques.
- Trains à crémaillère
  - MVR ABeh 2/6
  - JB Bhe 4/8
  - ZB ABeh 160 xyz
- Locomotives
  - Ee 922 - Locomotive de manœuvre.
  - Eem 923 - Locomotive hybride bicourant.
- Voitures de voyageurs
  - Voitures panoramiques du Glacier Express pour les chemins de fer rhétiques et la Matterhorn-Gotthard Bahn.
- Trains à hydrogène

Le 20 juillet 2023 Stadler Rail et les compagnies Azienda Regionale Sarda Trasporti (ARST) et Ferrovie della Calabria (FdC) ont signé un contrat pour la fourniture de 25 trains à hydrogène pour voies étroites (950 mm), dont 10 pour ARST et 15 pour FdC. Il s'agit de trains équipés de piles à combustible écologique et à hydrogène, Stadler assurant la maintenance de ces premiers trains à hydrogène pour voies étroites en Europe. D'une longueur de 50 mètres, ces rames offrent 155 places passagers et sont accessibles aux personnes à mobilité réduite. Le coût de la commande est d'environ 190 millions d'Euros.

## Emplacements
L'entreprise est implantée sur quatorze sites regroupés en quatre grandes divisions :
1. la division Suisse englobe tous les sites du pays, soit : Bussnang, Sankt Margrethen[A 6], Winterthour, Erlen, Bienne ;
2. la division Allemagne pour laquelle il en est de même pour les sites sur le territoire allemand, soit : Pankow, Velten, Berlin ;
3. la division Europe centrale qui regroupe les sites de Pologne : Siedlce, Hongrie : Budapest et Szolnok ainsi que celui de République tchèque : Prague ;
4. la division Espagne pour le site Valencia, Espagne; Rachat de l'usine de locomotives Vossloh le 1er janvier 2016.
5. la division maintenance qui regroupe les autres sites, soit : Pusztaszabolcs en Hongrie, Kouba en Algérie et Merano en Italie.

## Direction
Le 1er janvier 2023, Lucius Gerig devient le responsable de la division Suisse et membre du comité exécutif de Stadler. Il succède à Markus Bernsteiner, qui devient PDG du groupe. Peter Spuhler se concentre sur la présidence du conseil d'administration.